# 不服従のフランス
不服従のフランス（ふふくじゅうのフランス、フランス語: La France insoumise、略称：FI, LFI）は、フランスの政党。2016年2月に結党した。政治的立場は左派、極左ないし急進左翼。欧州左翼党のオブザーバー政党である。不屈のフランスとも表記される。
ジャン＝リュック・メランションが2017年の大統領選挙での出馬を促進するため、2009年のリスボン条約反対運動の間に反グローバリゼーション社会運動から生まれた左翼党から設立された。スペインのポデモスからインスピレーションを得ている。

## イデオロギー
不服従のフランスは、左派の主要なポピュリスト政党である。2017年の大統領選挙では反エスタブリッシュメントまたは反緊縮ポピュリスト運動として立候補した。民主社会主義・環境社会主義・反グローバリズムをイデオロギーとし、ポスト・マルクス主義の理論家であるシャンタル・ムフとエルネスト・ラクラウの政治哲学を取り入れている。「連帯保護主義」を支持しており、製品が遠くに出荷されるほど課税される「キロメートリック炭素税」を提案している。欧州懐疑派であり特定の欧州連合条約に反対している。また、大量移動に批判的である。
アラン・リピエッツによれば、同党は反人種差別・社会的進歩の支持・エコロジストという点で左翼である。歴史家のRoger Martelliは、同党の綱領を灌漑するのは新自由主義と社会自由主義の漂流への非難を目的とする反自由主義と同じ流れであると述べる。Philippe Marlièreによれば、同党は左翼や階級の概念を退けているが同党の有権者はそもそもメランションの社会民主主義プログラムに惹かれていた。

## シンボル
公式カラーは黄土色（#C9462C）と青（#0098B6）。

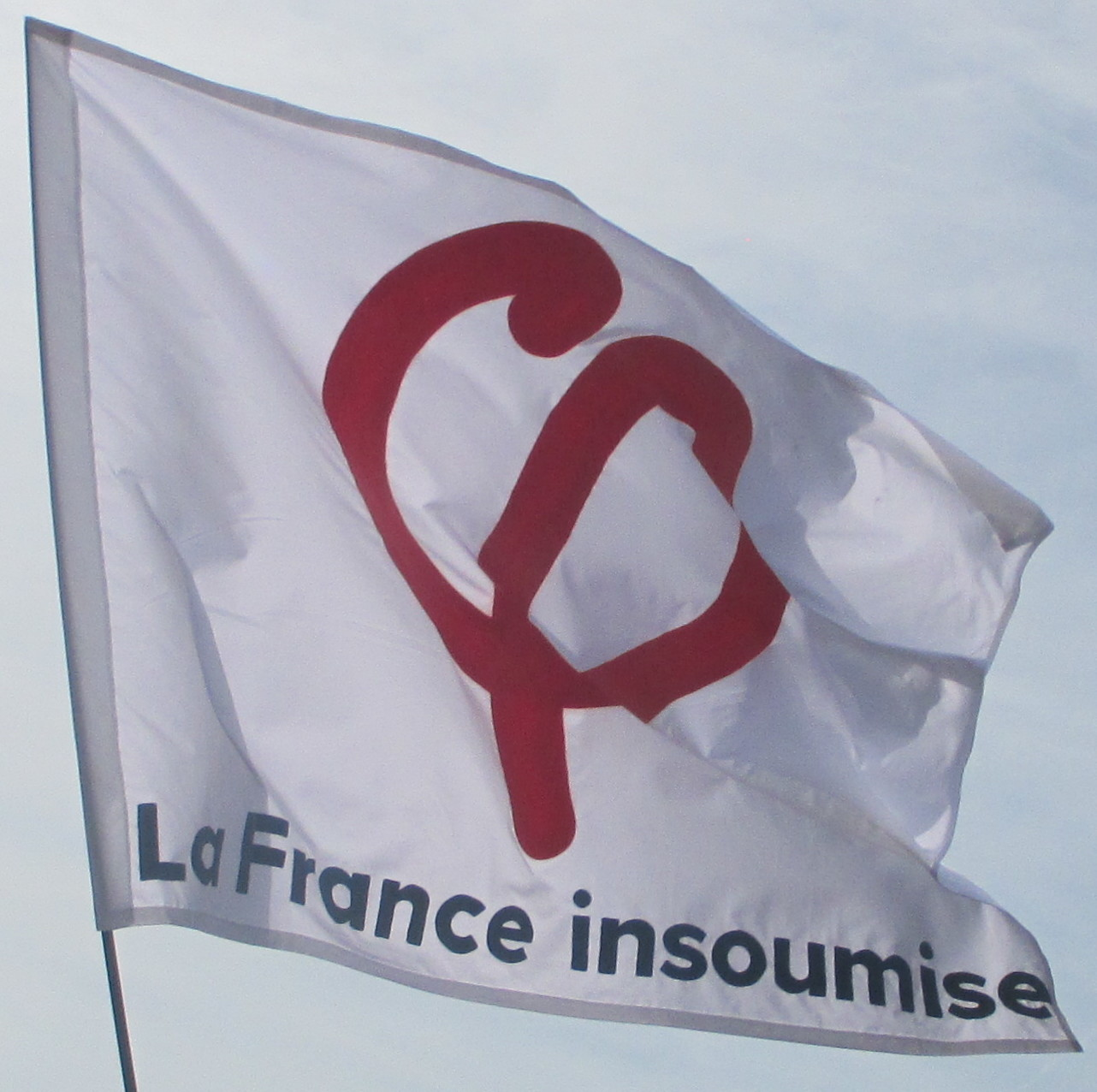
φをあしらった党旗

シンボルはギリシア文字のφ（フランス語発音: [fi]）。France insoumiseの頭文字 FIのように聞こえ、哲学・調和・愛を連想させる。ロゴにもなっており投票用紙を含む至るところで使われている。メランションは選挙集会で「φは哲学、知恵の愛を意味する。かなり良い声明である」と説明した。右でもなく左でもないシンボル、中立的な目印である。
メランションは集会で赤旗を禁止し「インターナショナル」を歌うのをやめ、それらはトリコロールと『ラ・マルセイエーズ』に置き換えられた。同党が繋げたいと望んだ大半の人々にとって、フランス左翼の文化に深く根ざした左翼のシンボルはあまりに争いの種になるか単に無意味と見なされた。

## 選挙結果
| 選挙年 | 候補者                         | 第1回投票 | 第1回投票 | 第1回投票 | 第2回投票 | 第2回投票 | 第2回投票 |
| 選挙年 | 候補者                         | 得票      | %         | 順位      | 得票      | %         | 順位      |
| ------ | ------------------------------ | --------- | --------- | --------- | --------- | --------- | --------- |
| 2017   | ジャン＝リュック・メランション | 7,060,885 | 19.58     | 4位       | N/A       | N/A       | N/A       |
| 2022   | ジャン＝リュック・メランション | 7,714,949 | 22.00     | 3位       | N/A       | N/A       | N/A       |

| 実施年 | 第1回投票 | 第1回投票 | 決選投票  | 決選投票 | 議席数   | 増減     | 地位 |
| 実施年 | 得票数    | %         | 得票数    | %        | 議席数   | 増減     | 地位 |
| ------ | --------- | --------- | --------- | -------- | -------- | -------- | ---- |
| 2017   | 2,497,622 | 11.03     | 883,573   | 4.86     | 17 / 577 | 増減なし | 野党 |
| 2022   | 3,235,129 | 14.22     | 3,482,485 | 16.79    | 72 / 577 | 55       | 野党 |
| 2024   | 3,373,225 | 10.52     | 2,295,510 | 8.41     | 71 / 577 | 1        | 野党 |

| 実施年 | 得票数    | %    | 議席数 | 増減     | 会派    |
| ------ | --------- | ---- | ------ | -------- | ------- |
| 2019   | 1,428,548 | 6.31 | 5 / 79 | 増減なし | GUE/NGL |
| 2024   | 2,448,715 | 9.89 | 9 / 81 | 4        | GUE/NGL |